# Таунсенд (Тенеси)
Таунсенд (енгл. Townsend) град је у америчкој савезној држави Тенеси.

## Демографија
По попису из 2010. године број становника је 448, што је 204 (83,6%) становника више него 2000. године.
| Група             | 2000.       | 2010.       |
| Белци             | 239 (98,0%) | 429 (95,8%) |
| Афроамериканци    | 0 (0,0%)    | 2 (0,4%)    |
| Азијати           | 2 (0,8%)    | 1 (0,2%)    |
| Хиспаноамериканци | 0 (0,0%)    | 3 (0,7%)    |
| Укупно            | 244         | 448         |